# Skjálfandi
Skjálfandi és, geològicament, més una badia que un fiord del nord d'Islàndia. Acull la localitat de Húsavík. Allà construí la seva casa Gardar Svavarsson durant la colonització d'Islàndia. En la seva part més oriental hi ha l'illa de Flatey.

## Nom
La paraula Skjálfandi es tradueix com 'la badia del terratrèmol', un fenomen que passa amb freqüència. Amb tot, la majoria d'aquests moviments sols poden ser percebuts pels sismògrafs.

## Història
La badia es creà per l'activitat de les glaceres que hi havia a terra ferma. En l'actualitat és la desembocadura dels rius Skjálfandi Flói, d'origen glaciar, i Laxá, famós pels seus salmons.
El viking suec Gardar Svavarsson fou el primer europeu en instal·lar-se a Islàndia cap al 860. Construí la seva casa en aquesta badia, on passà diversos hiverns abans d'abandonar novament l'illa.

## Característiques
La població principal de la badia és Húsavík, just davant del Kinnarfjöll, una cadena muntanyosa que es troba a l'altre costat de la badia i que es troba coberta per neu durant tot l'any. El seu punt més elevat s'alça fins als 1.100 msnm i és d'origen volcànic.
A la badia hi viuen diferents espècies de balenes, dofins i aus.